# Saint-Martin-l'Ars
Pour les articles homonymes, voir Saint-Martin.
Saint-Martin-l'Ars [sɛ̃ maʁtɛ̃ laʁ] est une commune du Centre-Ouest de la France, située dans le département de la Vienne (région Nouvelle-Aquitaine).

## Géographie

### Communes limitrophes
|         | Usson-du-Poitou    |                            |
| Payroux | Saint-Martin-l'Ars | Le Vigeant                 |
|         | Mauprévoir         | Availles-Limouzine Pressac |

### Géologie et relief
La commune, appartenant au pays civraisien, abrite un beau paysage de collines.

### Climat
Pour des articles plus généraux, voir Climat de la Nouvelle-Aquitaine et Climat de la Vienne.
Historiquement, la commune est exposée à un climat océanique limousin.  
En 2020, Météo-France publie une typologie des climats de la France métropolitaine dans laquelle la commune est exposée à un climat océanique altéré et est dans la région climatique  Poitou-Charentes, caractérisée par un bon ensoleillement, particulièrement en été et des vents modérés.
Pour la période 1971-2000, la température annuelle moyenne est de 11,7 °C, avec une amplitude thermique annuelle de 14,9 °C. Le cumul annuel moyen de précipitations est de 858 mm, avec 11,8 jours de précipitations en janvier et 7 jours en juillet. Pour la période 1991-2020, la température moyenne annuelle observée sur la station météorologique la plus proche, située sur la commune du Vigeant à 9,16 km à vol d'oiseau, est de 12,4 °C et le cumul annuel moyen de précipitations est de 781,8 mm,. Pour l'avenir, les paramètres climatiques de la commune estimés pour 2050 selon différents scénarios d’émission de gaz à effet de serre sont consultables sur un site dédié publié par Météo-France en novembre 2022.

## Urbanisme

### Typologie
Au 1er janvier 2024, Saint-Martin-l'Ars est catégorisée commune rurale à habitat très dispersé, selon la nouvelle grille communale de densité à sept niveaux définie par l'Insee en 2022.
Elle est située hors unité urbaine et hors attraction des villes,.

### Occupation des sols
L'occupation des sols de la commune, telle qu'elle ressort de la base de données européenne d’occupation biophysique des sols Corine Land Cover (CLC), est marquée par l'importance des territoires agricoles (93,3 % en 2018), en diminution par rapport à 1990 (95 %). La répartition détaillée en 2018 est la suivante : 
terres arables (64 %), zones agricoles hétérogènes (16,1 %), prairies (13,2 %), forêts (5,4 %), zones urbanisées (1 %), eaux continentales (0,2 %). L'évolution de l’occupation des sols de la commune et de ses infrastructures peut être observée sur les différentes représentations cartographiques du territoire : la carte de Cassini (XVIIIe siècle), la carte d'état-major (1820-1866) et les cartes ou photos aériennes de l'IGN pour la période actuelle (1950 à aujourd'hui).

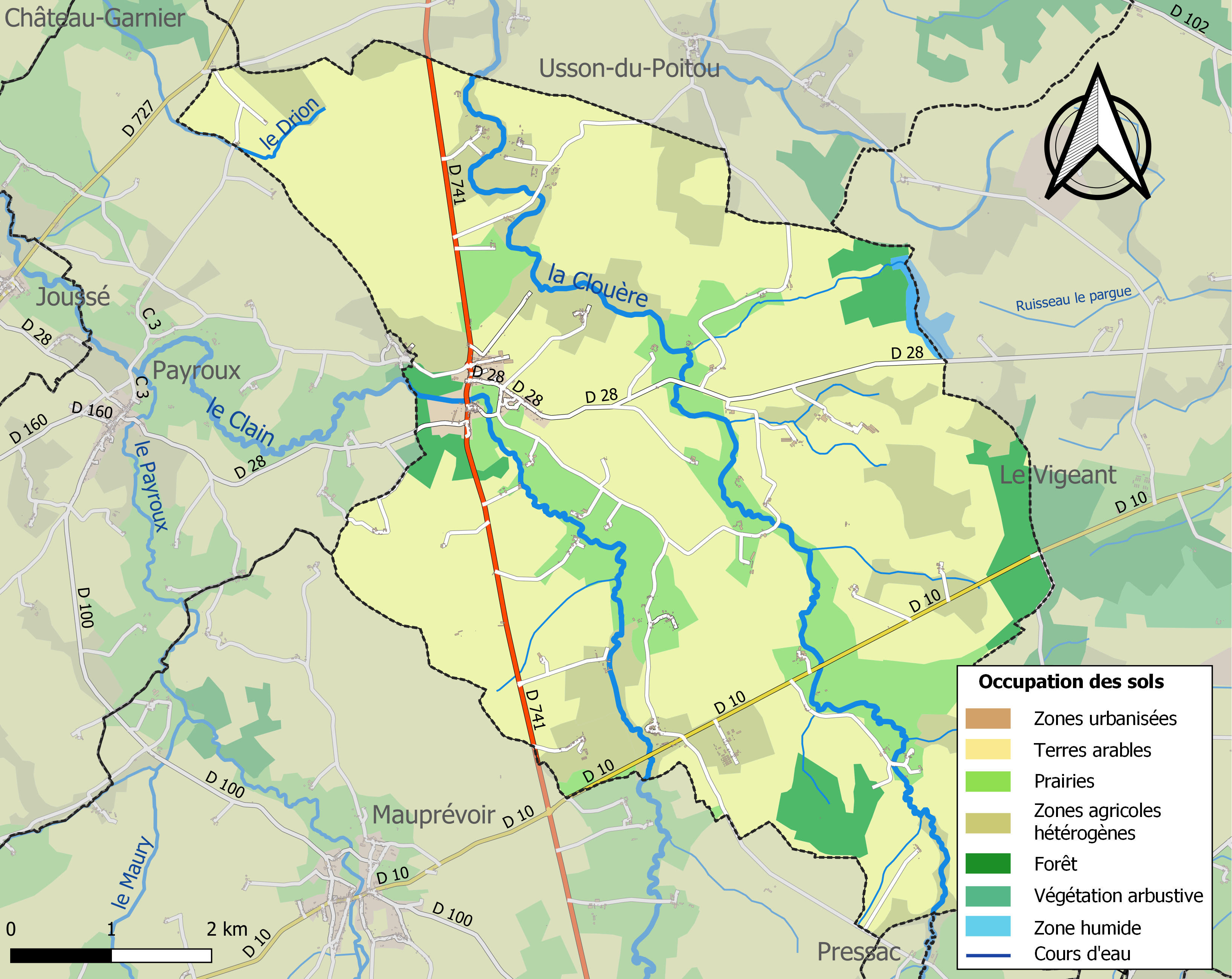
Carte des infrastructures et de l'occupation des sols de la commune en 2018 (CLC).

### Risques majeurs
Le territoire de la commune de Saint-Martin-l'Ars est vulnérable à différents aléas naturels : météorologiques (tempête, orage, neige, grand froid, canicule ou sécheresse), inondations, mouvements de terrains et séisme (sismicité faible). Il est également exposé à un risque technologique,  le transport de matières dangereuses. Un site publié par le BRGM permet d'évaluer simplement et rapidement les risques d'un bien localisé soit par son adresse soit par le numéro de sa parcelle.

#### Risques naturels
Certaines parties du territoire communal sont susceptibles d’être affectées par le risque d’inondation par débordement de cours d'eau, notamment le Clain, la Clouère et le Drion. La commune a été reconnue en état de catastrophe naturelle au titre des dommages causés par les inondations et coulées de boue survenues en 1982, 1983, 1993, 1995, 1999 et 2010,.

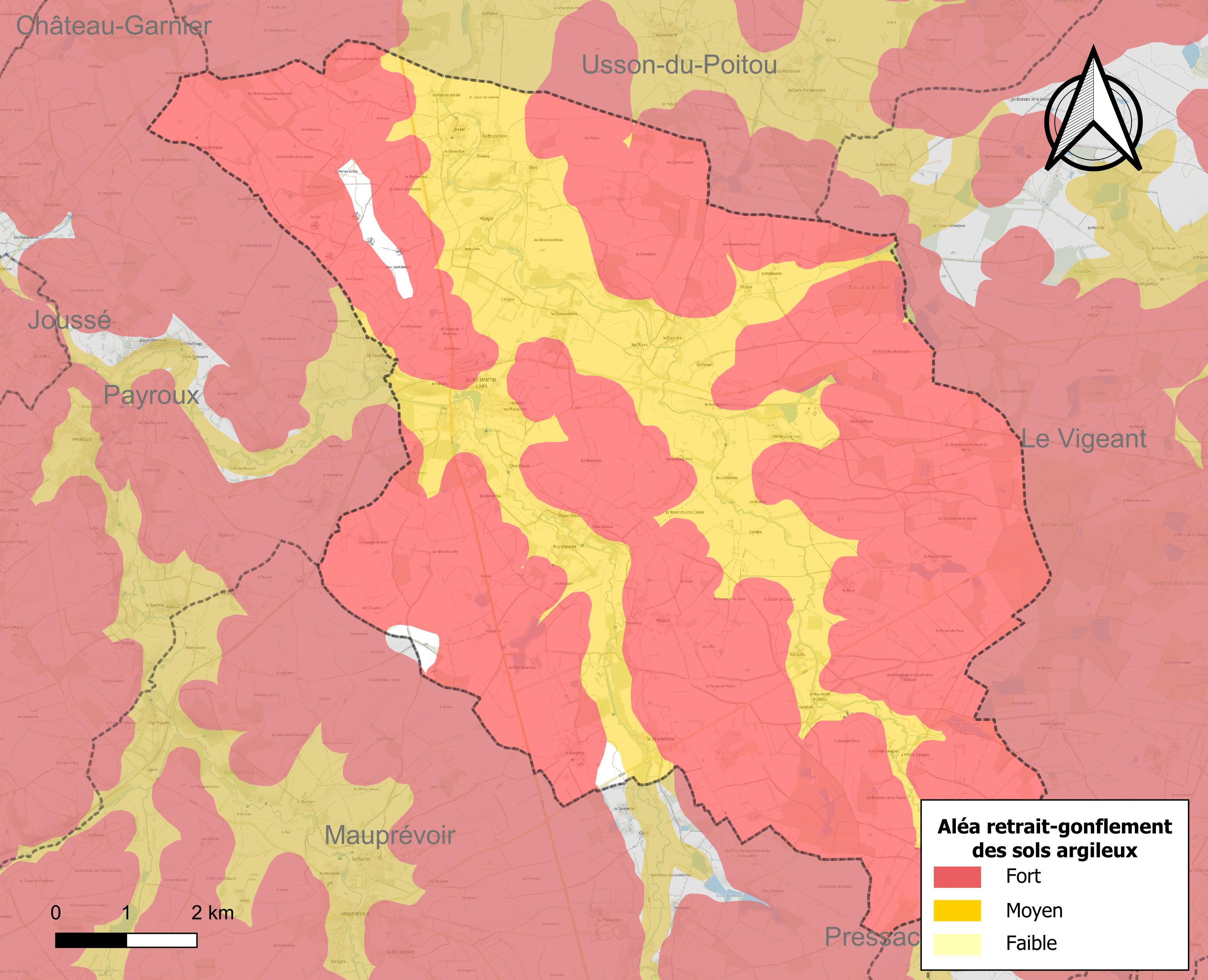
Carte des zones d'aléa retrait-gonflement des sols argileux de Saint-Martin-l'Ars.

Les mouvements de terrains susceptibles de se produire sur la commune sont des affaissements et effondrements liés aux cavités souterraines (hors mines) et des tassements différentiels. Afin de mieux appréhender le risque d’affaissement de terrain, un inventaire national permet de localiser les éventuelles cavités souterraines sur la commune. Le retrait-gonflement des sols argileux est susceptible d'engendrer des dommages importants aux bâtiments en cas d’alternance de périodes de sécheresse et de pluie. 98,9 % de la superficie communale est en aléa moyen ou fort (79,5 % au niveau départemental et 48,5 % au niveau national). Depuis le 1er octobre 2020, en application de la loi ÉLAN, différentes contraintes s'imposent aux vendeurs, maîtres d'ouvrages ou constructeurs de biens situés dans une zone classée en aléa moyen ou fort,.
La commune a été reconnue en état de catastrophe naturelle au titre des dommages causés par la sécheresse en 1989, 1991, 1997, 2003, 2005 et 2011 et par des mouvements de terrain en 1999 et 2010.

## Toponymie
Le nom du village proviendrait du saint éponyme, apôtre des Gaules et évangélisateur du Poitou au IVe siècle. Le suffixe "ars" aurait pour origine le souvenir d'un incendie qui aurait "ardé" le village.

## Histoire

### Proto-histoire
Le dolmen de Villaigre est associé à une écuelle carénée à bouton unique et décor pseudo-Bougon, et une flèche à pédoncule et ailerons.

### Époque gallo-romaine
Saint-Martin-l’Ars est dans le territoire des Pictons.
Dans les années 1860, M. Grellier du Fougeroux reconnaît à Braignart les vestiges d'un atelier de poterie et probablement aussi de tuilerie, avec plusieurs fours. Le 7 septembre 1863, il y conduit MM. Dugast-Matifeux, de Montaiglon, Benjamin Fillon et de Rochebrune. De nombreuses fragments de vases, de tuiles et de briques du IIe au IVe siècle s'étendent sur un mètre d'épaisseur et une surface d'environ un hectare. La poterie de cuisine était fabriquée dans l'extrémité ouest du site ; plus loin, les amphores ; à l'est se trouvent des briques : certaines carrées, d'autres en forme de parallélogrammes, d'autres enfin en très grande quantité, destinées à faire des fûts de colonne ou des piliers. Tantôt deux de celles-ci (en demi-cercles) suffisaient pour former une assise ronde ; tantôt il en fallait quatre (en quart de cercle). les séchoirs en bois (pas de traces de murs) étaient construits sur le versant sud du coteau. Les fours étaient à l'ouest et engagés en terre. Un petit ruisseau coule au bas, et la terre employée par les potiers se trouvait dans le champ voisin, où la culture a fait disparaître les anciennes fosses.

### Époque moderne
À la fin du XVe siècle et au début du XVIe siècle, la famille de Pennevaire est propriétaire de la seigneurie de Saint-Martin-l'Ars.
La période de paix et de prospérité qui suit les guerres de Religion permet à certaines familles (Branthôme, Lesire Labrousse, Mesrat...) de développer de petites maisons de commerce qui négocient entre Poitiers, Civray et Confolens. 
À partir de 1750, le village possède un office de notaire royal tenu par la famille Tribot, sieurs de Laspière.

### XXesiècle
Avant la deuxième guerre, comme dans beaucoup d'endroits en France, les luttes politiques locales sont fortes entre communistes, socialistes, radicaux, conservateurs.
Pendant la Seconde Guerre mondiale, la ligne de démarcation traversait la commune, du 22 juin 1940 au 1er mars 1943, laissant le chef-lieu en zone libre et une faible partie du territoire de la commune en zone occupée. Le 14 juillet 1941, la population manifeste sa volonté de Résistance en fêtant la fête nationale, ce qui était interdit depuis 1940, autour d’un feu de joie et en chantant la Marseillaise.
En 1945, pour fêter la Libération et le retour de la République, un arbre de la liberté est planté. C’était un tilleul.

## Politique et administration

### Liste des maires
| Période        | Période        | Identité                 | Étiquette | Qualité |
| -------------- | -------------- | ------------------------ | --------- | ------- |
| décembre 1815  | septembre 1830 | N. du Verrier de Boulzat |           |         |
| septembre 1830 | septembre 1843 | N. Nebout                |           |         |
| septembre 1843 | 1847           | N. Joyaux                |           |         |
| 1847           |                | N. Sabourin              |           |         |
| mars 2001      | mars 2008      | Étienne Beaudoux         |           |         |
| mars 2008      |                | Xavier Diot              |           |         |

### Instances judiciaires et administratives
La commune relève du tribunal d'instance de Poitiers, du tribunal de grande instance de Poitiers, de la cour d'appel  Poitiers, du tribunal pour enfants de Poitiers, du conseil de prud'hommes de Poitiers, du tribunal de commerce de Poitiers, du tribunal administratif de Poitiers et de la cour administrative d'appel  de  Bordeaux,  du tribunal des pensions de Poitiers, du tribunal des affaires de la Sécurité sociale de la Vienne, de la cour d’assises de la Vienne.

### Services publics
Les réformes successives de La Poste ont conduit à la fermeture de nombreux bureaux de poste ou à leur transformation en simple relais. Toutefois, la commune a pu maintenir le sien.

## Démographie
L'évolution du nombre d'habitants est connue à travers les recensements de la population effectués dans la commune depuis 1793. Pour les communes de moins de 10 000 habitants, une enquête de recensement portant sur toute la population est réalisée tous les cinq ans, les populations de référence des années intermédiaires étant quant à elles estimées par interpolation ou extrapolation. Pour la commune, le premier recensement exhaustif entrant dans le cadre du nouveau dispositif a été réalisé en 2007.

En 2022, la commune comptait 369 habitants, en évolution de −3,66 % par rapport à 2016 (Vienne : +0,6 %, France hors Mayotte : +2,11 %).
| 1793 | 1800 | 1806 | 1821 | 1831 | 1836 | 1841 | 1846  | 1851  |
| ---- | ---- | ---- | ---- | ---- | ---- | ---- | ----- | ----- |
| 716  | 768  | 790  | 844  | 831  | 917  | 826  | 1 019 | 1 029 |

| 1856  | 1861  | 1866  | 1872  | 1876  | 1881  | 1886  | 1891  | 1896  |
| ----- | ----- | ----- | ----- | ----- | ----- | ----- | ----- | ----- |
| 1 070 | 1 058 | 1 034 | 1 053 | 1 108 | 1 122 | 1 176 | 1 150 | 1 149 |

| 1901  | 1906  | 1911  | 1921  | 1926  | 1931  | 1936  | 1946 | 1954 |
| ----- | ----- | ----- | ----- | ----- | ----- | ----- | ---- | ---- |
| 1 196 | 1 173 | 1 124 | 1 050 | 1 046 | 1 051 | 1 034 | 977  | 907  |

| 1962 | 1968 | 1975 | 1982 | 1990 | 1999 | 2006 | 2007 | 2012 |
| ---- | ---- | ---- | ---- | ---- | ---- | ---- | ---- | ---- |
| 850  | 748  | 599  | 515  | 417  | 389  | 407  | 409  | 384  |

| 2017 | 2022 | - | - | - | - | - | - | - |
| ---- | ---- | - | - | - | - | - | - | - |
| 386  | 369  | - | - | - | - | - | - | - |

En 2008, selon l’Insee,  la densité de population de la commune était de 9,8 hab./km2 contre 61 hab./km2 pour le département, 68 hab./km2 pour la région Poitou-Charentes et 115 hab./km2 pour la France.

## Économie
Selon la direction régionale de l'Alimentation, de l'Agriculture et de la Forêt de Poitou-Charentes, il n'y a plus que 28 exploitations agricoles en 2010 contre 38 en 2000.
Les surfaces agricoles utilisées ont diminué et sont passées de 2 695 hectares en 2000 à 2 203 hectares en 2010. 39 % sont destinées à la culture des céréales (blé tendre essentiellement mais aussi orges et maïs), 26 % pour les oléagineux (colza et tournesol), 25 % pour le fourrage et 6 % reste en herbes. En 2000, 3 hectares (0 en 2010) étaient consacrés à la vigne.
3 exploitations en 2010 (contre 10 en 2000) abritent un élevage de bovins (338 têtes en 2010 contre 383 têtes en 2000). L'élevage de volailles a connu une baisse : 423 têtes en 2000 répartis sur 17 fermes contre 20 têtes en 2010 répartis sur 4 fermes.
16 exploitations en 2010 (contre 25 en 2000) abritent un élevage d'ovins (2 768 têtes en 2010 contre 5 118 têtes en 2000). Cette évolution est conforme à la tendance globale du département de la Vienne. En effet, le troupeau d’ovins, exclusivement destiné à la production de viande, a diminué de 43,7 % de 1990 à 2007. En 2011, le nombre de têtes dans le département de la Vienne était de 214 300.
L'élevage de caprins a disparu au cours de cette décennie (517 têtes réparties sur 3 fermes). Cette disparition est révélatrice de l’évolution qu’a connu, en région Poitou-Charentes, cet élevage au cours des deux  dernières décennies : division par trois du nombre d’exploitations, augmentation des effectifs moyens par élevage (38 chèvres en 1988, 115 en 2000), division par 10 des chèvreries de  10 à 50 chèvres qui représentaient 50 % des troupeaux en 1988, et multiplication par 6 des élevages de plus de 200 chèvres qui regroupent, en 2000, 45 % du cheptel. Cette évolution a principalement pour origine la crise de surproduction laitière de 1990-1991 qui, en parallèle des mesures incitatives, a favorisé des départs d’éleveurs en préretraite.

## Culture locale et patrimoine

### Lieux et monuments

#### Patrimoine religieux
- Les dolmens A et B situés au lieu-dit les Bars-Villaigue sont inscrits comme Monument Historique depuis 1980. À l'origine, ces dolmens étaient recouverts de pierres et de terre pour former une butte artificielle appelée tumulus. Une entrée permettait d'y accéder pour y placer les morts. Érodée par le temps et la pluie, la butte s'est dégradée et seules les plus grosses pierres sont restées. Les dolmens sont situés à une altitude de 140m, non loin du rebord du plateau calcaire. Les deux dolmens sont très endommagés et subsistent dans les bosquets, au milieu des champs. En effet, avec, le développement de l'agriculture intensive, et, à partir de 1955, avec le remembrement, nombre de ces dolmens ont été démantelés. Ils sont,donc, un témoignage rare d'une époque révolue. Ils ressemblent à ceux de Usson-du-Poitou, situés à proximité du territoire de la commune de Saint-Martin-l'Ars. Ils font 3 m de haut pour 5 m de large. Les orthostates se sont affaissés sous le poids des dalles supérieures. L'un des deux pourrait être un dolmen à couloir et chambre quadrangulaire de type angoumoisin. Le mobilier a disparu à cause des fouilles clandestines[38].
- Église Saint-Martin (XIe siècle). Édifice datant de la période romane, il présente une tour-clocher ainsi qu'un chevet plat. Une chapelle latérale s'ouvre à droite d'une nef à trois travées voûtées d'ogives. Dans les années 1860, sous le règne de Napoléon III, l'église du village connaît une campagne de travaux[39].
- Abbaye Notre-Dame de la Réau. Propriété au XIXe siècle de la famille du Verrier de Boulzat (acquisition en 1820 par Auguste du Verrier de Boulzat) puis par héritage aux Fremond de La Merveillère (1885).

#### Patrimoine civil
- Château (XVe siècle-XVIIIe siècle). Une première construction cernée de douves en eau alimentées par le Clain remonte au moins au XVe siècle comme en témoignent les quatre tours rondes qui subsistent. Le seigneur était alors Pierre de Salignac. Les lieux vont passer dans plusieurs familles (Le Boeuf, Greaulme, Pennevaire, du Raynier...) jusqu'aux Lambertye[40] qui font édifier le corps de logis actuel au XVIIIe siècle. Le château possède une chapelle particulière.

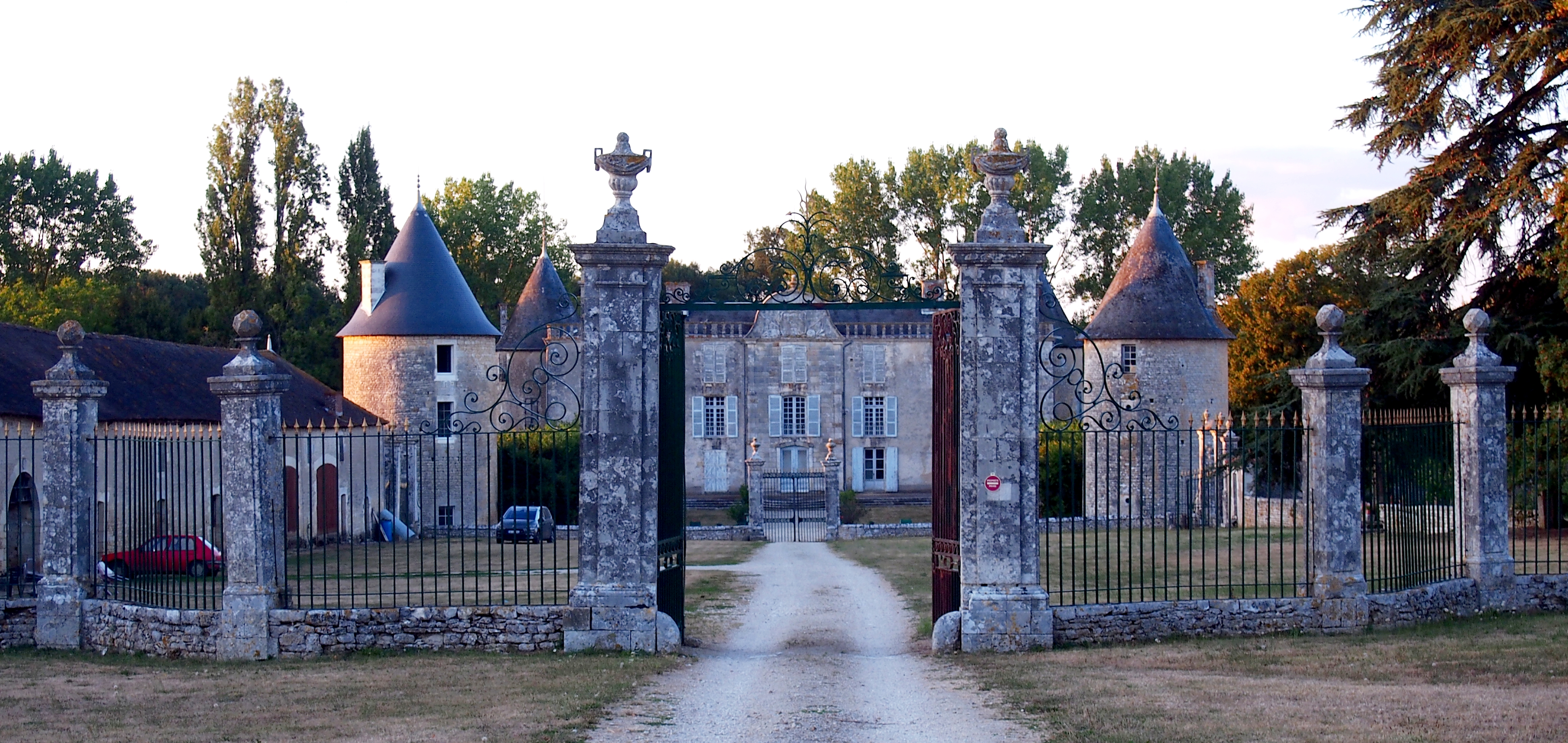
La grille et la façade du château.

#### Patrimoine naturel

##### Le bois de Lareau
Le bois de Lareau est un site classé zone naturelle d’intérêt écologique, faunistique et floristique. Il est situé dans le sud-est du département, entre  deux cours d’eau : la Vienne et la Clouère. C’est un petit massif forestier de 300 hectares qui occupe un plateau limoneux d’argiles. Ses sols sont profonds mais acides et hydromorphes. Sur ces sols connus sous le nom vernaculaire de "bornais" poussent essentiellement le Chêne sessile et le Chêne pédonculé. En sous-strate, le Houx est fréquent, accompagné du Charme et, localement, du Tremble. La partie est du massif est occupée, quant à elle, par une lande à Bruyère à balais ou « brande » qui ceinture un étang peu profond aux eaux acides et pauvres en nutriments. Ce site à la structure complexe abrite une grande diversité d’espèces végétales et animales ; ce qui justifie sont classement.
Les eaux peu profondes de l’étang, pauvres en nutriments mais riches en particules issues de la matière organique mal décomposée, abritent une flore spécialisée comprenant plusieurs plantes rares comme  le Jonc hétérophylle qui est un jonc d’aspect très particulier, aux épaisses feuilles noueuses flottantes, repéré seulement dans quelques rares sites poitevins, ou l’Utriculaire citrine, une plante carnivore aux feuilles transformées en urnes-pièges capables de capturer des micro-invertébrés aquatiques.
Par ailleurs, les fluctuations saisonnières du plan d’eau  recouvrent et découvrent des plages sablo-limoneuses qui sont colonisées par diverses plantes adaptées à ces contraintes spécifiques. C’est là que se développe un fin gazon de plantes annuelles fugaces et éphémères, toujours rares, comme la centenille naine ou la cicendie filiforme et la cicendie fluette.
La lande alentour héberge elle aussi plusieurs espèces rares, certaines à affinités plutôt montagnardes comme le Nard raide, d’autres résolument atlantiques ou thermophiles comme la phalangère à fleurs de lis ou la Violette laiteuse.
Il est possible aussi d’admirer d’autres plantes protégées comme :
- Germandrée des marais,
- Grande naïade,
- Gratiole officinale,
- Laîche puce,
- Pilulaire à globules,
- Potamot hétérophylle,
- Vesce de Cassubie.

L’avifaune comprend six espèces d’oiseaux protégés nationalement. Certains sont propres à l’habitat marécageux comme le héron pourpré qui est seulement de passage ou quelques bruants des roseaux nicheurs.  Le milieu boisé et les lisières forestières abritent le Pouillot fitis et le Bouvreuil pivoine, deux passereaux peu communs en Poitou-Charentes ainsi que le Milan noir, un rapace peu répandu en dehors des grandes zones humides littorales. Exceptionnellement, des Pie-grièche écorcheurs peuvent se  reproduire également en lisière, où ces passereaux migrateurs se nourrissent  des gros insectes qui sont présents dans les milieux herbacés alentour.

##### L'étang de Saint-Liguaire
Située à une dizaine de kilomètres au sud-ouest de l’Isle-Jourdain, l’étang de Saint-Liguaire s’étend sur deux communes : Saint-Martin-de-l’Ars et Le Vigeant. C’est une zone classée d’intérêt écologique, faunistique et floristique qui intègre une petite zone humide développée sur un substrat argilo-acide et comprenant, en fait, deux étangs, ainsi que des lambeaux de lande haute à Bruyère à balais ("brande") et Ajonc nain, et des bosquets de chênaie atlantique en périphérie.
Ces deux étangs ont une surface modeste, peu profonds, aux eaux relativement pauvres en substances nutritives, à niveau variable et dont le profil peu pentu des berges a permis le développement de végétations amphibies bien structurées. La zone a fait l’objet de nos jours d’aménagements à buts cynégétiques qui ont consisté à clôturer les étangs et à introduire et nourrir des canards. Ces aménagements et cette gestion vont modifier à terme le fragile équilibre des habitats aquatiques.
Or ces étangs abritent 62 espèces végétales observées, dont 12 présentent, en effet, un intérêt patrimonial fort en région Poitou-Charentes et 4 bénéficient d’une protection officielle sur l’ensemble du territoire national. Enfin, en arrière des berges, dans la zone non inondable par les eaux, se développe toute une mosaïque d’habitats variés - landes, bas-marais, fourrés - à la flore moins prestigieuse mais formant un tout fonctionnel avec celle des étangs eux-mêmes.
- Achillée sternutatoire.
- Cicendie fluette.
- Germandrée scordium.
- Grande Naïade. C’est une espèce très localisée au niveau régional qui vit dans les eaux même des étangs.
- Gratiole officinale. C’est une espèce en forte régression partout en France qui pousse dans la zone de balancement du niveau de l’eau. C’est une  espèce protégée en France.
- Littorelle uniflore est une plante qui peut former localement des "banquettes" denses. Elle pousse dans la zone de balancement du niveau de l’eau. C’est une  espèce protégée en France.
- Myriophylle à fleurs alternes. C’est une espèce très localisée au niveau régional qui vit dans les eaux même des étangs.
- Petite Brize.
- Pilulaire à globules une curieuse fougère sub-aquatique dont les fruits sont en forme de noisette. C’est une  espèce protégée en France.
- Pulicaire commune. C’est une  espèce protégée en France.
- Scirpe ovale.
- Utriculaire citrine.

### Personnalités liées à la commune
- Joseph-Emmanuel-Auguste-François de Lambertye (1748-1819). Maréchal de camp des armées du roi, il est élu député de la noblesse aux États Généraux pour la sénéchaussée du Poitou le 27 mars 1789.
- Olivier de Fremond de La Merveillère (1854-1940). Officier. Correspondant de René Guénon, il était le propriétaire de l'abbaye de La Réau.

### Articles de Wikipédia
- Liste des communes de la Vienne
- Anciennes communes de la Vienne

## Sources